# دانیل کوچرا
دانیل کوچرا (انگلیسی: Daniel Kucera؛ زادهٔ ۷ مهٔ ۱۹۲۳) یک کشیش اهل ایالات متحده آمریکا است.